# Szamil Kudijamagomiedow
Szamil Kudijamagomiedowicz Kudijamagomiedow (ros. Шамиль Кудиямагомедович Кудиямагомедов; ur. 9 maja 1993) – rosyjski, a od 2018 roku włoski zapaśnik startujący w stylu wolnym. Zajął piętnaste miejsce na mistrzostwach świata w 2013. Złoty medalista mistrzostw Europy w 2016 i brązowy w 2018.
Drugi w Pucharze Świata w 2014 i 2016. Wicemistrz uniwersjady w 2013. Triumfator igrzysk wojskowych w 2015 i mistrzostw świata wojskowych w 2016. Trzeci na ME U-23 w 2015, a także MŚ juniorów w 2012. Mistrz Rosji w 2013 i wicemistrz w 2014, 2015 i 2017 roku.